# Adam de la Halle
Adam de la Halle (Arras, c. 1237 – Nápoles, entre 1285 e 1288) foi um trovador francês também conhecido como Adam, O Corcunda. É considerado um dos principais precursores da comédia francesa. Tinha uma grande habilidade com as palavras e com a música desde a sua juventude.
Mudou-se para Paris, onde aperfeiçoou seu talento em apresentações para a corte francesa. Chegou à acompanhar o rei Carlos I em visitas à Sicília e a Nápoles. Diferenciou-se dos outros de sua época, cujas obras eram todas fundamentadas no contexto religioso católico.
Fez também dezenas de poemas e composições musicais polifônicas, como os 16 rondós a três vozes e os 18 jogos partidos. Entre suas peças para teatro mais conhecidas estão A História de Griseldis, considerada precursora das peças sérias sem a temática religiosa da época, e o Jogo de Robin e Marion, comédia pastoral musicada que é tida como uma das primeiras operetas francesas, representada por volta de 1285 para corte francesa.
Foi também o primeiro músico francês a viajar para a Itália.